# Maascentrale
De Maascentrale is een voormalige Nederlandse kolengestookte elektriciteitscentrale in Buggenum, vlak ten noorden van Roermond (provincie Limburg). De centrale, die van 1954 tot 1996 in gebruik was, was gelegen langs de rivier de Maas, waarnaar ze was vernoemd.
De centrale werd op 20 december 1996 gesloten na 45 jaar lang stroom te hebben opgewekt. In 1951 werd gestart met de bouw en op 17 december 1954 trad de centrale voor het eerst in werking. De centrale was jarenlang beeldbepalend voor de omgeving met haar drie schoorstenen van 100 en 125 meter hoog. In 2006 is begonnen met de sloop van de centrale en de sanering van het terrein. Bij het slopen van de schoorstenen is er voor de laatste schoorsteen gekozen (in verband met veiligheid) om deze te laten vallen met behulp van springstof. Het project is in 2011 afgerond.
Vlak naast de Maascentrale werd in 1994 door het bedrijf Demkolec de nieuwe Willem Alexander Centrale in werking gesteld, de eerste kolenvergassingscentrale ter wereld.